# Seven Femenino de Estados Unidos 2019
El Seven Femenino de Estados Unidos de 2019 fue la séptima edición del torneo de rugby 7, fue el torneo inaugural de la Serie Mundial Femenina de Rugby 7 2019-20.
Se desarrolló en el Infinity Park de la ciudad de Glendale, Estados Unidos.

## Equipos participantes
Además de los 11 equipos que tienen su lugar asegurado para toda la temporada se suma como invitado la selección de Japón.
| - Australia - Brasil - Canadá - España - Estados Unidos - Fiyi | - Francia - Inglaterra - Irlanda - Japón - Nueva Zelanda - Rusia |

## Fase de grupos

### Grupo A
| Equipo        | Encuentros | Encuentros | Encuentros | Encuentros | Tantos  | Tantos    | Tantos     | Puntos |
| Equipo        | jugados    | ganados    | empatados  | perdidos   | a favor | en contra | diferencia | Puntos |
| ------------- | ---------- | ---------- | ---------- | ---------- | ------- | --------- | ---------- | ------ |
| Nueva Zelanda | 3          | 3          | 0          | 0          | 116     | 19        | +97        | 9      |
| Rusia         | 3          | 2          | 0          | 1          | 79      | 62        | +17        | 7      |
| Inglaterra    | 3          | 1          | 0          | 2          | 43      | 88        | −45        | 5      |
| Japón         | 3          | 0          | 0          | 3          | 21      | 90        | −69        | 3      |

### Grupo B
| Equipo         | Encuentros | Encuentros | Encuentros | Encuentros | Tantos  | Tantos    | Tantos     | Puntos |
| Equipo         | jugados    | ganados    | empatados  | perdidos   | a favor | en contra | diferencia | Puntos |
| -------------- | ---------- | ---------- | ---------- | ---------- | ------- | --------- | ---------- | ------ |
| Francia        | 3          | 3          | 0          | 0          | 90      | 26        | +64        | 9      |
| Estados Unidos | 3          | 2          | 0          | 1          | 86      | 31        | +55        | 7      |
| Irlanda        | 3          | 1          | 0          | 2          | 42      | 90        | −48        | 5      |
| Brasil         | 3          | 0          | 0          | 3          | 12      | 93        | −81        | 3      |

### Grupo C
| Equipo    | Encuentros | Encuentros | Encuentros | Encuentros | Tantos  | Tantos    | Tantos     | Puntos |
| Equipo    | jugados    | ganados    | empatados  | perdidos   | a favor | en contra | diferencia | Puntos |
| --------- | ---------- | ---------- | ---------- | ---------- | ------- | --------- | ---------- | ------ |
| Australia | 3          | 2          | 1          | 0          | 92      | 38        | +54        | 8      |
| Canadá    | 3          | 2          | 1          | 0          | 76      | 47        | +29        | 8      |
| España    | 3          | 1          | 0          | 2          | 48      | 71        | −23        | 5      |
| Fiyi      | 3          | 0          | 0          | 3          | 35      | 95        | −60        | 3      |

## Fase Final

### Challenge trophy
|  | Semifinal  | Semifinal  | Semifinal |       |            | 9° puesto  | 9° puesto | 9° puesto |  |
|  |            |            |           |       |            |            |           |           |  |
|  |            |            |           |       |            |            |           |           |  |
|  | Inglaterra | Inglaterra | 34        |       |            |            |           |           |  |
|  | Inglaterra | Inglaterra | 34        |       |            |            |           |           |  |
|  | Brasil     | Brasil     | 14        |       |            |            |           |           |  |
|  | Brasil     | Brasil     | 14        |       | Inglaterra | Inglaterra | 36        |           |  |
|  |            |            |           |       | Inglaterra | Inglaterra | 36        |           |  |
|  |            |            | Japón     | Japón | 14         |            |           |           |  |
|  | Fiyi       | Fiyi       | Japón     | Japón | 14         | 19         |           |           |  |
|  | Fiyi       | Fiyi       |           |       |            | 19         |           |           |  |
|  | Japón      | Japón      | 21        |       |            |            |           |           |  |
|  | Japón      | Japón      | 21        |       |            |            |           |           |  |
|  |            |            |           |       |            |            |           |           |  |

### 5° puesto
|  | Semifinal | Semifinal | Semifinal |        |        | 5° puesto | 5° puesto | 5° puesto |  |
|  |           |           |           |        |        |           |           |           |  |
|  |           |           |           |        |        |           |           |           |  |
|  | España    | España    | 24        |        |        |           |           |           |  |
|  | España    | España    | 24        |        |        |           |           |           |  |
|  | Rusia     | Rusia     | 19        |        |        |           |           |           |  |
|  | Rusia     | Rusia     | 19        |        | España | España    | 12        |           |  |
|  |           |           |           |        | España | España    | 12        |           |  |
|  |           |           | Canadá    | Canadá | 7      |           |           |           |  |
|  | Irlanda   | Irlanda   | Canadá    | Canadá | 7      | 14        |           |           |  |
|  | Irlanda   | Irlanda   |           |        |        | 14        |           |           |  |
|  | Canadá    | Canadá    | 40        |        |        |           |           |           |  |
|  | Canadá    | Canadá    | 40        |        |        |           |           |           |  |
|  |           |           |           |        |        |           |           |           |  |

#### Copa de oro
|  | Cuartos de final | Cuartos de final | Cuartos de final |                |                | Semifinales    | Semifinales | Semifinales |         |              | Copa          | Copa          | Copa |  |
|  |                  |                  |                  |                |                |                |             |             |         |              |               |               |      |  |
|  |                  |                  |                  |                |                |                |             |             |         |              |               |               |      |  |
|  | Francia          | Francia          | 26               |                |                |                |             |             |         |              |               |               |      |  |
|  | Francia          | Francia          | 26               |                |                |                |             |             |         |              |               |               |      |  |
|  | España           | España           | 7                |                |                |                |             |             |         |              |               |               |      |  |
|  | España           | España           | 7                |                | Francia        | Francia        | 0           |             |         |              |               |               |      |  |
|  |                  |                  |                  |                | Francia        | Francia        | 0           |             |         |              |               |               |      |  |
|  |                  |                  | Australia        | Australia      | 40             |                |             |             |         |              |               |               |      |  |
|  | Australia        | Australia        | Australia        | Australia      | 40             | 38             |             |             |         |              |               |               |      |  |
|  | Australia        | Australia        |                  |                |                |                |             |             |         |              |               |               |      |  |
|  | Rusia            | Rusia            | 0                |                |                |                |             |             |         |              |               |               |      |  |
|  | Rusia            | Rusia            | 0                |                |                |                |             |             |         | Australia    | Australia     | 7             |      |  |
|  |                  |                  |                  |                |                |                |             |             |         | Australia    | Australia     | 7             |      |  |
|  |                  |                  | Estados Unidos   | Estados Unidos | 26             |                |             |             |         |              |               |               |      |  |
|  | Estados Unidos   | Estados Unidos   | Estados Unidos   | Estados Unidos | 26             | 29             |             |             |         |              |               |               |      |  |
|  | Estados Unidos   | Estados Unidos   |                  |                |                |                |             |             |         |              |               |               |      |  |
|  | Canadá           | Canadá           | 26               |                |                |                |             |             |         |              |               |               |      |  |
|  | Canadá           | Canadá           | 26               |                | Estados Unidos | Estados Unidos | 19          |             |         | Tercer lugar | Tercer lugar  | Tercer lugar  |      |  |
|  |                  |                  |                  |                | Estados Unidos | Estados Unidos | 19          |             |         | Tercer lugar | Tercer lugar  | Tercer lugar  |      |  |
|  |                  |                  | Nueva Zelanda    | Nueva Zelanda  | 17             |                |             |             |         |              |               |               |      |  |
|  | Nueva Zelanda    | Nueva Zelanda    | Nueva Zelanda    | Nueva Zelanda  | 17             | 36             |             |             | Francia | Francia      | 14            |               |      |  |
|  | Nueva Zelanda    | Nueva Zelanda    |                  |                |                |                |             |             | Francia | Francia      | 14            |               |      |  |
|  | Irlanda          | Irlanda          | 10               |                |                |                |             |             |         |              | Nueva Zelanda | Nueva Zelanda | 31   |  |
|  | Irlanda          | Irlanda          | 10               |                |                |                |             |             |         |              | Nueva Zelanda | Nueva Zelanda | 31   |  |
|  |                  |                  |                  |                |                |                |             |             |         |              |               |               |      |  |

| Bandera de Estados Unidos |
| Campeón Estados Unidos    |
| 1º título del circuito    |